# Molophilus banahaoensis
Molophilus banahaoensis är en tvåvingeart som beskrevs av Alexander 1931. Molophilus banahaoensis ingår i släktet Molophilus och familjen småharkrankar. Inga underarter finns listade i Catalogue of Life.